# Медаль «У пам'ять царювання імператора Олександра III»
Меда́ль «На па́м'ять царюва́ння імпера́тора Олекса́ндра III» — державна нагорода, пам'ятна медаль Російської імперії.

## Історія
Медаль «На пам'ять царювання імператора Олександра III» заснована 26 лютого 1896 року і призначена для нагородження осіб, які перебували на службі в період правління Олександра III, за указом імператора Миколи II на пам'ять 51-х роковин від дня народження імператора Олександра III з метою нагородження чинів, які перебували на дійсній державній службі в часи його царювання.

## Порядок нагородження
Нагороджувалися священнослужителі, церковні ієрархи, генерали, штаб і обер-офіцери, класні чини різних відомств. Згідно з додатковими указами нагороджувались також і жінки, які посідали відповідні посади.

## Опис медалі
Медаль викарбувана зі срібла. Діаметр 28 мм. На лицевій стороні медалі звернене вправо профільне зображення попліч Олександра III. Справа по дузі уздовж краю напис — «ИМП. АЛЕКСАНДРЪ III», зліва — лаврова гілка. На зворотній стороні під великою імператорською короною вказані у два рядки роки царювання Олександра III: «1881 1894». Під датами розміщено зображення геральдичного хреста.
Різновиди медалей державного карбування невідомі. Відомі варіанти медалей випущені приватними майстернями. Вони можуть відрізнятися деталями зображення. Також є варіанти, виготовлені з білого металу. Крім того, відомі фрачні варіанти медалі, діаметром приблизно від 10 до 16 мм.
Всього було викарбувано на Санкт-Петербурзькому монетному дворі близько 300 000 медалей (299 765).

## Порядок ношення
Медаль мала вушко для кріплення до колодки або стрічки. Носити медаль слід було на грудях. Стрічка медалі — олександрівська.

## Відомі нагороджені
- Іван Прохорович Андрієвський — український викладач, статський радник.
- Анастасій Маркович Антоніадіс — український заслужений викладач, статський радник.
- Григорій Миколайович Грушевський — український церковний та громадський діяч, протопоп Української автокефальної православної церкви. Брат щонайбільше в четвертому поколінні Михайла Грушевського, батько Сергія, Лева та Василя Грушевських.
- Юрій Васильович Еслінгер — український педагог, статський радник.
- Олександр Федорович Крутков — педагог, дійсний статський радник, батько відомого радянського фізика-теоретика Юрія Олександровича Круткова.
- Степан Арсенович Немолодишев — український педагог, статський радник.
- Гаврило Степанович Солнцев — український педагог, статський радник.
- Климент Іванович Турчаковський — український педагог, статський радник.
- Микола Петрович Чернушевич — український педагог, дійсний статський радник.

## Вигляд медалі

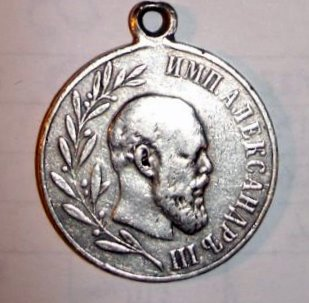
Аверс
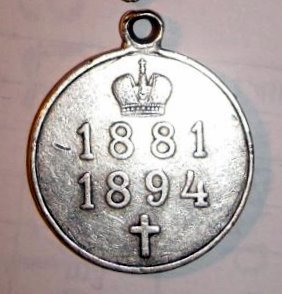
Реверс

## Зазначення
1. ↑  Полное собраніе законовъ Россійской Имперіи, собрание III. — СПб., 1896. — Т. 16/1. — С. 125—126. № 12 551(рос. дореф.)
2. 1 2 3 4 5  Петерс Д. И. Наградные медали Российской империи XIX—XX веков. Каталог. — М. : Археографический центр, 1996. — С. 249. — ISBN 5-86169-043-X., № 192(рос.)
3. 1 2  Медаль «В память царствования императора Александра III». Сайт «Награды императорской России 1702—1917 гг.». Архів оригіналу за 12 січня 2013. Процитовано 4 січня 2013.(рос.)
4. ↑  Полное собраніе законовъ Россійской Имперіи, собрание III. — СПб., 1897. — Т. 17. — С. 348. № 14 211(рос. дореф.)
5. ↑  Полное собраніе законовъ Россійской Имперіи, собрание III. — СПб., 1897. — Т. 17. — С. 407. № 14 294(рос. дореф.)
6. ↑  Полное собраніе законовъ Россійской Имперіи, собрание III. — СПб., 1897. — Т. 17. — С. 629. № 14 629(рос. дореф.)
7. ↑  Полное собраніе законовъ Россійской Имперіи, собрание III. — СПб., 1899. — Т. 19/1. — С. 253-254. № 16 677(рос. дореф.)
8. ↑  Полное собраніе законовъ Россійской Имперіи, собрание III. — СПб., 1899. — Т. 19/1. — С. 1238. № 17 878(рос. дореф.)
9. ↑  Полное собраніе законовъ Россійской Имперіи, собрание III. — СПб., 1901. — Т. 21/1. — С. 222. № 19 911(рос. дореф.)
10. ↑  Полное собраніе законовъ Россійской Имперіи, собрание III. — СПб., 1905. — Т. 25/1. — С. 139. № 25 873(рос. дореф.)
11. ↑  Ордена и медали России. Медаль «В память царствования императора Александра III». rusorden.ru. Архів оригіналу за 12 січня 2013. Процитовано 4 січня 2013.
12. 1 2  Смирнов В. П. Описаніе русскихъ медалей. №1104. — СПб., 1908.(рос. дореф.)
13. 1 2  А. Викторов. Начинающему коллекционеру. Русские ордена и медали XIX—XX веков. — СПб. : Петербургский коллекционер, 2006. — Вип. 40. — № 5. — С. 27.(рос.)
14. ↑  Фрачные варианты памятных и юбилейных медалей. Сайт «Награды императорской России 1702—1917 гг.». Архів оригіналу за 6 січня 2013. Процитовано 4 січня 2013.(рос.)